# Боснія і Герцеговина на літніх Олімпійських іграх 2016
Боснія і Герцеговина брала участь в літніх Олімпійських іграх 2016 року у Ріо-де-Жанейро (Бразилія), всьоме за свою історію. Олімпійська збірна країни складалася з 11 спортсменів (7 чоловіків та 4 жінок), які взяли участь у 5 видах спортивних змагань: з легкої атлетики, дзюдо, стрільби, плавання і тенісу. Прапороносцем на церемонії відкриття був бігун Амель Тука. Жодної медалі олімпійці Боснії і Герцеговини не завоювали.

## Спортсмени
| Дисципліна     | Чоловіки | Жінки | Разом |
| -------------- | -------- | ----- | ----- |
| Легка атлетика | 4        | 1     | 5     |
| Дзюдо          | 0        | 1     | 1     |
| Стрільба       | 0        | 1     | 1     |
| Плавання       | 1        | 1     | 2     |
| Теніс          | 2        | 0     | 2     |
| Разом          | 7        | 4     | 11    |

## Легка атлетика
Чоловіки
Трекові дисципліни
| Атлет      | Змагання | Кваліфікація | Кваліфікація | Півфінал  | Півфінал | Фінал      | Фінал      |
| Атлет      | Змагання | Результат    | Місце        | Результат | Місце    | Результат  | Місце      |
| ---------- | -------- | ------------ | ------------ | --------- | -------- | ---------- | ---------- |
| Амель Тука | 800 м    | 1:45.72      | 2 Q          | 1:45.24   | 4        | Не пройшов | Не пройшов |

Чоловіки
Польові дисципліни
| Атлет        | Змагання       | Кваліфікація | Кваліфікація | Фінал      | Фінал      |
| Атлет        | Змагання       | Результат    | Позиція      | Результат  | Позиція    |
| ------------ | -------------- | ------------ | ------------ | ---------- | ---------- |
| Хамза Алич   | штовхання ядра | 18.78        | 30           | Не пройшов | Не пройшов |
| Кемаль Мешич | штовхання ядра | 19.60        | 24           | Не пройшов | Не пройшов |
| Месуд Пезер  | штовхання ядра | 19.55        | 24           | Не пройшов | Не пройшов |

Жінки
Трекові дисципліни
| Атлетка      | Змагання | Фінал     | Фінал |
| Атлетка      | Змагання | Результат | Місце |
| ------------ | -------- | --------- | ----- |
| Люсія Кімані | марафон  | 2:58:22   | 116   |

## Дзюдо
Жінки
| Спортсменка  | Категорія   | 1/32                  | 1/16                                                  | Чвертьфінал           | Півфінал              | Repechage             | Фінал/БМ              | Фінал/БМ   |
| Спортсменка  | Категорія   | Супротивник Результат | Супротивник Результат                                 | Супротивник Результат | Супротивник Результат | Супротивник Результат | Супротивник Результат | Місце      |
| ------------ | ----------- | --------------------- | ----------------------------------------------------- | --------------------- | --------------------- | --------------------- | --------------------- | ---------- |
| Лариса Церич | понад 78 кг | n/a                   | Ніхель Шейх Руху (TUN) L 000—000 (за рішенням суддів) | Не пройшла            | Не пройшла            | Не пройшла            | Не пройшла            | Не пройшла |

## Стрільба
Жінки
| Спортсменка       | Дисципліна                  | Кваліфікація | Кваліфікація | Фінал      | Фінал      |
| Спортсменка       | Дисципліна                  | Бали         | Місце        | Бали       | Місце      |
| ----------------- | --------------------------- | ------------ | ------------ | ---------- | ---------- |
| Татяна Джеканович | пневматична гвинтівка, 10 м | 410.8        | 35           | Не пройшла | Не пройшла |

## Плавання
Чоловіки
| Спортсмен        | Дисципліна            | Кваліфікація | Кваліфікація | Півфінал | Півфінал | Фінал      | Фінал      |
| Спортсмен        | Дисципліна            | Час          | Місце        | Час      | Місце    | Час        | Місце      |
| ---------------- | --------------------- | ------------ | ------------ | -------- | -------- | ---------- | ---------- |
| Михайло Черпкало | вільним стилем, 200 м | 15:31.62     | 37           | Н/Д      | Н/Д      | Не пройшов | Не пройшов |

Жінки
| Спортсменка  | Дисципліна       | Кваліфікація | Кваліфікація | Півфінал   | Півфінал   | Фінал      | Фінал      |
| Спортсменка  | Дисципліна       | Час          | Місце        | Час        | Місце      | Час        | Місце      |
| ------------ | ---------------- | ------------ | ------------ | ---------- | ---------- | ---------- | ---------- |
| Аміна Кайтаз | батерфляй, 100 м | 1:01.67      | 35           | Не пройшла | Не пройшла | Не пройшла | Не пройшла |

## Теніс
| Спортсмен     | Змагання                   | 1/64                         | 1/32                  | 1/16                  | Чвертьфінал           | Півфінал              | Фінал/БМ              | Фінал/БМ   |
| Спортсмен     | Змагання                   | Супротивник Результат        | Супротивник Результат | Супротивник Результат | Супротивник Результат | Супротивник Результат | Супротивник Результат | Rank       |
| ------------- | -------------------------- | ---------------------------- | --------------------- | --------------------- | --------------------- | --------------------- | --------------------- | ---------- |
| Мірза Башич   | чоловічий одиночний турнір | Хуан Монако (ARG) L 2–6, 2–6 | Не пройшов            | Не пройшов            | Не пройшов            | Не пройшов            | Не пройшов            | Не пройшов |
| Дамір Джумхур | чоловічий одиночний турнір | Дуді Села (ISR) L 4–6, 4–6   | Не пройшов            | Не пройшов            | Не пройшов            | Не пройшов            | Не пройшов            | Не пройшов |